# يقرون جميل
يقرون جميل (الاسم العلمي:Cerithidea pulchra) هو نوع من الحيوانات يتبع جنس اليقرون من الفصيلة البوطاميدية.